# Gonomyia (Leiponeura) mascarena
Gonomyia (Leiponeura) mascarena is een tweevleugelige uit de familie steltmuggen (Limoniidae). De soort komt voor in het Afrotropisch gebied.